# Sudirman Cup 2009
| Tilmeldte hold                                                                 | Tilmeldte hold                                                                  | Tilmeldte hold                                                                  | Tilmeldte hold                                                                                                  |
| Gruppe 1                                                                       | Gruppe 2                                                                        | Gruppe 3                                                                        | Gruppe 4 |
| ------------------------------------------------------------------------------ | ------------------------------------------------------------------------------- | ------------------------------------------------------------------------------- | --- |
| Kina · Indonesien · England · Sydkorea · Danmark · Malaysia · Hongkong · Japan | Thailand · Singapore · Polen · Taiwan · Tyskland · Holland · Rusland · Frankrig | Sverige · Indien · Skotland · USA · Tjekkiet · Ukraine · Australien · Bulgarien | Schweiz · Litauen · Sri Lanka · Sydafrika · Luxembourg · Portugal · Island · Tyrkiet · Mongoliet · Filippinerne |
|                                                                                |                                                                                 |                                                                                 | |

Surdirman Cup 2009 er den 11. udgave af Sudirman Cup – verdensmesterskabet i badminton for mixed landshold. Mesterskabet bliver arrangeret af Badminton World Federation og afviklet i Guangzhou, Kina i perioden 10. – 17. maj 2009.
Kina er vært for Sudirman Cup for anden gang. Første gang var i 2005, hvor mesterskabet blev spillet i Beijing. Guangzhou er Sudirman Cup-værtsby for første gang, men byen har tidligere været vært for andre store badmintonbegivenheder. I 2005-2007 blev China Open spillet i Guangzhou, og i 2002 var byen vært for Thomas Cup og Uber Cup. Byen har haft en ambition om at være vært for mindst én stor sportsbegivenhed hvert år frem til de Asiatiske Lege 2010, som skal afholdes i Guangzhou.
Mesterskabet blev afviklet i fire niveauer, hvor det kun var de otte hold i det øverste niveau (gruppe 1), der havde mulighed for at vinde selve Sudirman Cup-pokalen. I de øvrige niveauer spillede holdene om op- og nedrykning mellem niveauerne til næste Sudirman Cup.
Sudirman Cup blev for tredje gang i træk (og syvende gang i alt) vundet af Kina, som slog Sydkorea i finalen med 3-0. Bronzemedaljerne gik til de to tabende semifinalister, Malaysia og Indonesien. Danmark blev bedste europæiske nation ogendte på femtepladsen efter at have vundet 3-2 over England i en placeringskamp. Det var en tangering af Danmarks dårligste Sudirman Cup-placering fra 2007.

## Samlet rangering
| Gruppe 1 | Gruppe 1   |
| -------- | ---------- |
| Guld     | Kina       |
| Sølv     | Sydkorea   |
| Bronze   | Malaysia   |
| Bronze   | Indonesien |
| 5.       | Danmark    |
| 6.       | England    |
| 7.       | Japan      |
| 8.       | Hongkong   |

| Gruppe 2 | Gruppe 2  |
| -------- | --------- |
| 9.       | Thailand  |
| 10.      | Rusland   |
| 11.      | Taiwan    |
| 12.      | Singapore |
| 13.      | Tyskland  |
| 14.      | Holland   |
| 15.      | Polen     |
| 16.      | Frankrig  |

| Gruppe 3 | Gruppe 3   |
| -------- | ---------- |
| 17.      | Indien     |
| 18.      | Bulgarien  |
| 19.      | Ukraine    |
| 20.      | USA        |
| 21.      | Skotland   |
| 22.      | Tjekkiet   |
| 23.      | Sverige    |
| 24.      | Australien |

| Gruppe 4 | Gruppe 4     |
| -------- | ------------ |
| 25.      | Schweiz      |
| 26.      | Litauen      |
| 27.      | Filippinerne |
| 28.      | Portugal     |
| 29.      | Island       |
| 30.      | Sydafrika    |
| 31.      | Sri Lanka    |
| 32.      | Tyrkiet      |
| 33.      | Luxembourg   |
| 34.      | Mongoliet    |

## Gruppe 1
De otte hold er inddelt i to grupper med fire hold, der spiller alle-mod-alle. De to bedste hold fra hver gruppe går videre til semifinalerne. De to treere går videre til kampen om femtepladsen, mens de to firere må tage til takke med at spille om syvendepladsen og undgå at rykke ned i gruppe 2.
| Dato  | Holdkamp            | Res. |
| ----- | ------------------- | ---- |
| 10.5. | Malaysia - Sydkorea | 2-3  |
| 10.5. | Danmark - Hongkong  | 3-2  |
| 11.5. | Malaysia - Hongkong | 4-1  |
| 12.5. | Danmark - Sydkorea  | 1-4  |
| 13.5. | Sydkorea - Hongkong | 3-2  |
| 14.5. | Danmark - Malaysia  | 2-3  |

| Gruppe 1A | Holdk. | Kampe | Sæt   | Point   | Sejre |
| --------- | ------ | ----- | ----- | ------- | ----- |
| Sydkorea  | 3      | 10-50 | 22-13 | 644-575 | 3     |
| Malaysia  | 3      | 9-6   | 20-14 | 629-571 | 2     |
| Danmark   | 3      | 6-9   | 14-20 | 573-625 | 1     |
| Hongkong  | 3      | 05-10 | 13-22 | 566-641 | 0     |

| Dato  | Holdkamp             | Res. |
| ----- | -------------------- | ---- |
| 10.5. | Indonesien - Japan   | 4-1  |
| 10.5. | Kina - England       | 5-0  |
| 11.5. | Indonesien - England | 4-1  |
| 12.5. | Kina - Japan         | 5-0  |
| 13.5. | England - Japan      | 4-1  |
| 14.5. | Indonesien - Kina    | 0-5  |

| Gruppe 1B  | Holdk. | Kampe | Sæt   | Point   | Sejre |
| ---------- | ------ | ----- | ----- | ------- | ----- |
| Kina       | 3      | 15-00 | 30-40 | 702-477 | 3     |
| Indonesien | 3      | 8-7   | 21-16 | 662-650 | 2     |
| England    | 3      | 05-10 | 10-23 | 545-649 | 1     |
| Japan      | 3      | 02-13 | 08-26 | 556-689 | 0     |

| Dato            | Holdkamp              | Res.            |
| Placeringskampe | Placeringskampe       | Placeringskampe |
| --------------- | --------------------- | --------------- |
| 15.5.           | Danmark - England     | 3-2             |
| 15.5.           | Hongkong - Japan      | 1-3             |
| Semifinaler     |                       |                 |
| 16.5.           | Sydkorea - Indonesien | 3-1             |
| 16.5.           | Malaysia - Kina       | 0-3             |
| Finale          |                       |                 |
| 17.5.           | Sydkorea - Kina       | 0-3             |

|  | Semifinaler | Semifinaler | Semifinaler |   |  | Finale   | Finale | Finale |
|  |             |             |             |   |  |          |        |        |
|  |             | Sydkorea    | 3           |   |  |          |        |        |
|  |             | Indonesien  | 1           |   |  |          |        |        |
|  |             |             |             |   |  | Sydkorea | 0      |        |
|  |             |             | Kina        | 3 |  |          |        |        |
|  |             | Malaysia    | 0           |   |  |          |        |        |
|  |             | Kina        | 3           |   |  |          |        |        |

## Gruppe 2
De otte hold var inddelt i to grupper med fire hold, der spillede alle-mod-alle. Det bedste hold fra hver gruppe gik videre til oprykningskampen om en oprykningsplads til gruppe 1. De to toere gik videre til kampen om tredjepladsen i gruppe 2. De to treere gik videre til kampen om femtepladsen, mens de to firere måtte tage til takke med at spille om syvendepladsen og undgå at rykke ned i gruppe 3.
Gruppe 2 blev vundet af Thailand, som i finalen besejrede Rusland med 3-0, og som dermed efter kun én sæson i gruppe 2 sikrede sig tilbagevenden til gruppe 1. Frankrig fik ligeledes kun én sæson i gruppe 2. Som nyoprykker havde franskmændene det svært og i kampen om at undgå nedrykning tabte de med 0-3 til Polen, og dermed måtte de en tur ned i gruppe 3 igen.
| Gruppe 2A | Holdk. | Kampe | Sæt   | Point   | Sejre |
| --------- | ------ | ----- | ----- | ------- | ----- |
| Thailand  | 3      | 11-40 | 24-10 | 634-576 | 3     |
| Taiwan    | 3      | 9-6   | 21-13 | 636-563 | 2     |
| Tyskland  | 3      | 8-7   | 17-19 | 630-645 | 1     |
| Frankrig  | 3      | 02-13 | 06-26 | 515-631 | 0     |

| Placeringskampe | Placeringskampe    | Placeringskampe |
| Dato            | Holdkamp           | Res.            |
| --------------- | ------------------ | --------------- |
| 15.5.           | Thailand - Rusland | 3-0             |
| 15.5.           | Taiwan - Singapore | 3-1             |
| 15.5.           | Tyskland - Holland | 3-0             |
| 15.5.           | Frankrig - Polen   | 0-3             |

| Gruppe 2B | Holdk. | Kampe | Sæt   | Point   | Sejre |
| --------- | ------ | ----- | ----- | ------- | ----- |
| Rusland   | 3      | 8-7   | 18-17 | 621-592 | 2     |
| Singapore | 3      | 9-6   | 21-16 | 684-635 | 2     |
| Holland   | 3      | 6-9   | 17-20 | 613-661 | 1     |
| Polen     | 3      | 7-8   | 16-19 | 603-633 | 1     |

## Gruppe 3
De otte hold er inddelt i to grupper med fire hold, der spiller alle-mod-alle. Det bedste hold fra hver gruppe går videre til oprykningskampen om en oprykningsplads til gruppe 2. De to toere går videre til kampen om tredjepladsen i gruppe 3. De to treere går videre til kampen om femtepladsen, mens de to firere må tage til takke med at spille om syvendepladsen og undgå at rykke ned i gruppe 4.
| Gruppe 3A | Holdk. | Kampe | Sæt   | Point   | Sejre |
| --------- | ------ | ----- | ----- | ------- | ----- |
| Bulgarien | 3      | 8-7   | 19-17 | 642-637 | 2     |
| USA       | 3      | 8-7   | 18-15 | 589-566 | 2     |
| Tjekkiet  | 3      | 7-8   | 17-19 | 659-669 | 1     |
| Sverige   | 3      | 7-8   | 17-20 | 676-694 | 1     |

| Placeringskampe | Placeringskampe      | Placeringskampe |
| Dato            | Holdkamp             | Res.            |
| --------------- | -------------------- | --------------- |
| 14.5.           | Bulgarien - Indien   | 0-3             |
| 14.5.           | USA - Ukraine        | 1-3             |
| 14.5.           | Tjekkiet - Skotland  | 1-3             |
| 14.5.           | Sverige - Australien | 3-1             |

| Gruppe 3B  | Holdk. | Kampe | Sæt   | Point   | Sejre |
| ---------- | ------ | ----- | ----- | ------- | ----- |
| Indien     | 3      | 14-10 | 29-30 | 669-474 | 3     |
| Ukraine    | 3      | 6-9   | 13-21 | 585-639 | 2     |
| Skotland   | 3      | 7-8   | 16-17 | 631-606 | 1     |
| Australien | 3      | 03-12 | 08-25 | 508-674 | 0     |

## Gruppe 4
De ti hold er inddelt i to grupper med fem hold, der spiller alle-mod-alle. Det bedste hold fra hver gruppe går videre til oprykningskampen om en oprykningsplads til gruppe 3. De to toere går videre til kampen om tredjepladsen i gruppe 4. De to treere går videre til kampen om femtepladsen, mens de to firere spillere om syvendepladsen. Endelig må de to femmere tage til takke med at spille om niendepladsen.
| Gruppe 4A    | Holdk. | Kampe | Sæt   | Point   | Sejre |
| ------------ | ------ | ----- | ----- | ------- | ----- |
| Schweiz      | 4      | 17-30 | 36-11 | 944-727 | 4     |
| Filippinerne | 4      | 14-60 | 30-14 | 850-637 | 3     |
| Sydafrika    | 4      | 09-11 | 19-25 | 748-799 | 2     |
| Tyrkiet      | 4      | 08-12 | 21-28 | 829-937 | 1     |
| Luxembourg   | 4      | 02-18 | 09-37 | 655-926 | 0     |

| Placeringskampe | Placeringskampe         | Placeringskampe |
| Dato            | Holdkamp                | Res.            |
| --------------- | ----------------------- | --------------- |
| 15.5.           | Schweiz - Litauen       | 3-1             |
| 15.5.           | Filippinerne - Portugal | 3-2             |
| 15.5.           | Sydafrika - Island      | 0-3             |
| 15.5.           | Tyrkiet - Sri Lanka     | 1-3             |
| 15.5.           | Luxembourg - Mongoliet  | 3-1             |

| Gruppe 4B | Holdk. | Kampe | Sæt   | Point   | Sejre |
| --------- | ------ | ----- | ----- | ------- | ----- |
| Litauen   | 4      | 14-60 | 30-13 | 833-682 | 3     |
| Portugal  | 4      | 14-60 | 30-14 | 871-658 | 3     |
| Island    | 4      | 14-60 | 28-17 | 841-719 | 3     |
| Sri Lanka | 4      | 08-12 | 20-25 | 781-761 | 1     |
| Mongoliet | 4      | 00-20 | 01-40 | 351-857 | 0     |